# Vaiden
Vaiden és una població dels Estats Units a l'estat de Mississipi. Segons el cens del 2000, tenia 840 habitants.

## Demografia
Segons el cens del 2000, Vaiden tenia 840 habitants, 326 habitatges i 202 famílies. La densitat de població era de 148,1 habitants per km².
Dels 326 habitatges en un 30,7% vivien nens de menys de 18 anys, en un 31% vivien parelles casades, en un 26,7% dones solteres, i en un 38% no eren unitats familiars. En el 34,4% dels habitatges vivien persones soles, el 16% de les quals corresponia a persones de 65 anys o més que vivien soles. El nombre mitjà de persones que vivien en cada habitatge era de 2,31 i el nombre mitjà de persones que vivien en cada família era de 2,97.
Per edats la població es repartia de la següent manera: un 24% tenia menys de 18 anys, un 13,9% entre 18 i 24, un 29,5% entre 25 i 44, un 20,5% de 45 a 60 i un 12% 65 anys o més.
L'edat mediana era de 34 anys. Per cada 100 dones de 18 o més anys hi havia 111,3 homes.
La renda mediana per habitatge era de 15.000 $ i la renda mediana per família, de 26.944 $. Els homes tenien una renda mediana de 26.607 $ mentre que les dones, de 15.500 $. La renda per capita de la població era de 17.158 $. Entorn del 26,2% de les famílies i el 32,9% de la població estaven per davall del llindar de pobresa.

## Poblacions més properes
El següent diagrama mostra les poblacions més properes.